# 圣热尔韦 (伊泽尔省)
圣热尔韦（法語：Saint-Gervais，法語發音：[sɛ̃ ʒɛʁvɛ] ⓘ）是法国伊泽尔省的一个市镇，位于该省中部，属于格勒诺布尔区。

## 地理
圣热尔韦（45°12'6"N, 5°28'55"E）面积13.15 平方千米，位于法国奥弗涅-罗讷-阿尔卑斯大区伊泽尔省，该省份为法国东南部内陆省份，北起顺时针与安省、萨瓦省、上阿尔卑斯省、德龙省、阿尔代什省、卢瓦尔省和罗讷省。
与圣热尔韦接壤的市镇（或旧市镇、城区）包括：拉尔邦克、朗屈雷勒、拉里维耶尔、罗翁、韦科尔山区欧特朗梅欧德尔。

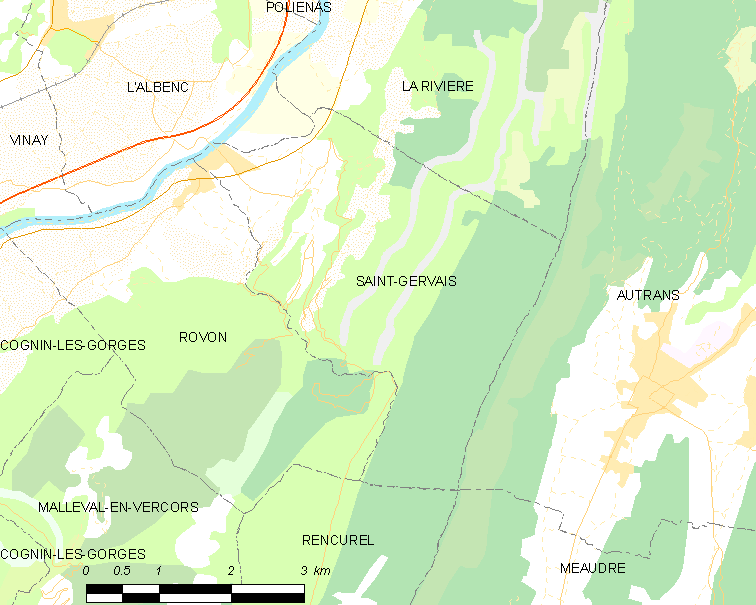
的OSM定位图

圣热尔韦的时区为UTC+01:00、UTC+02:00（夏令时）。

## 行政
圣热尔韦的邮政编码为38470，INSEE市镇编码为38390。

## 政治
圣热尔韦所属的省级选区为南格雷西沃当县。

## 人口

1962-2008年间人口变化图示

圣热尔韦于2022年1月1日时的人口数量为534人。